# Смит, Корнелиус (младший)
Корнелиус Смит-младший (англ. Cornelius Smith Jr., род. 8 марта 1982) — американский телевизионный актёр. Он известен благодаря роли Фрэнки Хаббарда, сына героини Дебби Морган, в дневной мыльной опере ABC «Все мои дети», где он снимался с 2007 по 2011 год. Роль принесла ему номинацию на дневную премию «Эмми» в 2009 году.
Смит родился в Детройте, штат Мичиган, и окончил Южный методистский университет в Далласе. В 2007 году он также окончил Школу искусств Тиша Нью-Йоркского университета, после чего начал карьеру на офф-бродвейской сцене и в мыльной опере «Все мои дети». После закрытия дневной мыльной оперы, Смит переехал в Лос-Анджелес, где начал появляться в прайм-тайм сериалах «Особо тяжкие преступления» и «Агенты «Щ.И.Т.»», а также телефильмах канала Lifetime, включая «Уитни» (играя брата Уитни Хьюстон). В 2015 году он появился в четвёртом сезоне «Скандал», играя правозащитника. Смит был повышен до основного состава начиная с пятого сезона.

## Фильмография
| Год       |     | Русское название                   | Оригинальное название                                | Роль                   |
| --------- | --- | ---------------------------------- | ---------------------------------------------------- | ---------------------- |
| 2007—2011 | с   | Все мои дети                       | All My Children                                      | Фрэнки Хаббард         |
| 2009      | ф   | —                                  | Life Lines: Before His Last Breath                   | мужчина                |
| 2013      | с   | Особо тяжкие преступления          | Major Crimes                                         | Ар Мортон              |
| 2014      | ф   | —                                  | Anatomy of Deception                                 | Стив                   |
| 2014      | с   | Вечность                           | Forever                                              | Фабиан Норт            |
| 2015      | тф  | Уитни                              | Whitney                                              | Майкл Хьюстон          |
| 2015      | с   | Агенты «Щ.И.Т.»                    | Agents of S.H.I.E.L.D.                               | Кейс                   |
| 2015      | кор | —                                  | You Never Left                                       | Ламар                  |
| 2015—2018 | с   | Скандал                            | Scandal                                              | Маркус Уокер           |
| 2016      | ф   | —                                  | Handsome Enigma                                      | Уэббер                 |
| 2017      | с   | —                                  | Scandal: Gladiator Wanted                            | Маркус Уокер           |
| 2018      | с   | Как избежать наказания за убийство | How To Get Away With Murder                          | Маркус Уокер           |
| 2018      | ки  | Детройт: Стать Человеком           | Detroit: Become Human                                | андроид Карлоса Ортиса |
| 2018      | ф   | Рождество Белль                    | Jingle Belle                                         | Майкл Хилл             |
| 2019      | тф  | —                                  | Love, Take Two                                       | Скотт Майерс           |
| 2019      | кор | —                                  | First Day Back                                       | Уильям Мур             |
| 2019      | ф   | Опасная роль Джин Сиберг           | Seberg                                               | Рэй Робертсон          |
| 2020      | с   | Охота                              | Manhunt                                              | мэр Билл Кэмпбелл      |
| 2020      | с   | Мадам Си Джей Уокер                | Self Made: Inspired by the Life of Madam C.J. Walker | У. Э. Б. Дюбуа         |
| 2020      | с   | Бог меня зафрендил                 | God Friended Me                                      | Кори                   |